# François Ringot
François Ringot est un homme politique français né le 7 mars 1838 à Marck (Pas-de-Calais) et mort le 25 janvier 1914 à Paris.

## Biographie
Avoué à Saint-Omer, il est conseiller municipal en 1874, adjoint en 1875 puis maire de Saint-Omer en 1885. Il est sénateur du Pas-de-Calais de 1892 à 1914, inscrit au groupe de la Gauche républicaine. Son activité parlementaire est très limitée.